# Дольськ (Камінь-Каширський район)
Дольськ — село в Україні, у Любешівській селищній громаді Камінь-Каширського району Волинської області.
Населення становить 791 особу. До 2020 орган місцевого самоврядування — Дольська сільська рада.
Відстань до райцентру становить понад 17 км і проходить автошляхом Р14.
Поблизу села розташований пункт контролю Дольськ — Мохро на кордоні із Білоруссю.
У селі працює поштове відділення ,бібліотека ,6 магазинів ,гімназія ,медичний пункт, митниця, прикордонний пункт пропуску.

## Історія
Перші поселення на берегах річки Прип'ять з'явились в епоху пізньої кам'яної доби близько 20 тис. років тому. Одне з найвідоміших тогочасних поселень на території району розташоване біля села Дольськ. Наприкінці XV ст. Дольськ стає відомим як містечко, що було центром Дольського староства Пінського повіту. Отримавши у володіння староство, князь Дольський починає будувати свій замок (ймовірніше всього, зараз на цьому місці — територія сучасного колгоспного двору).
У XVII ст. знаковою подією для села стало будівництво торгового тракту з Литви на Волинь і Поділля, що проходить через Дольськ.
У 1793—1917 роках село знаходилося у складі Любешівської волості Пінського повіту Мінської губернії.

## Населення
Згідно з переписом УРСР 1989 року чисельність наявного населення села становила 812 осіб, з яких 359 чоловіків та 453 жінки.
За переписом населення України 2001 року в селі мешкало 778 осіб.

### Мова
Розподіл населення за рідною мовою за даними перепису 2001 року:
| Мова       | Кількість | Відсоток |
| ---------- | --------- | -------- |
| українська | 789       | 99.75%   |
| російська  | 2         | 0.25%    |
| Усього     | 791       | 100%     |